# Elecciones presidenciales de Tanganica de 1962
Las elecciones presidenciales de Tanganica de 1962 se llevaron el 1 de noviembre del mismo año. Fueron las primeras elecciones posteriores a la independencia y desde que se decide en la formación de una República. Esta forma de gobierno se conforma primero bajo el sistema del multipartidismo, el que duró solo hasta 1965 cuando se regula al Estado bajo un régiman unipartidista, donde solo la Unión Nacional Africana de Tanganica (TANU) era el único partido legal.

## Antecedentes
El país es un Estado multipartidista desde que se decide formar bajo un sistema Republicano. El partido de gobierno que triunfó en las primeras elecciones libre fue la Unión Nacional Africana de Tanganica, dirigida por el líder de la independencia Julius Nyerere, la que terminó concretándose en 1965.

## Resultados electorales

### Presidenciales
|  | 98.15 % |

|  | 1.85 % |

|  | 99.3 % |

|  | 0.7 % |

|  | 100.0 % |

|  | 63.8 % |